# Collège Albert-le-Grand d'Arcueil
Le collège Albert-le-Grand d'Arcueil est un ancien établissement d'enseignement situé rue Berthollet à Arcueil dans le Val-de-Marne, en France, nommé en l'honneur du dominicain Albert le Grand.

## Histoire du collège Albert-le-Grand

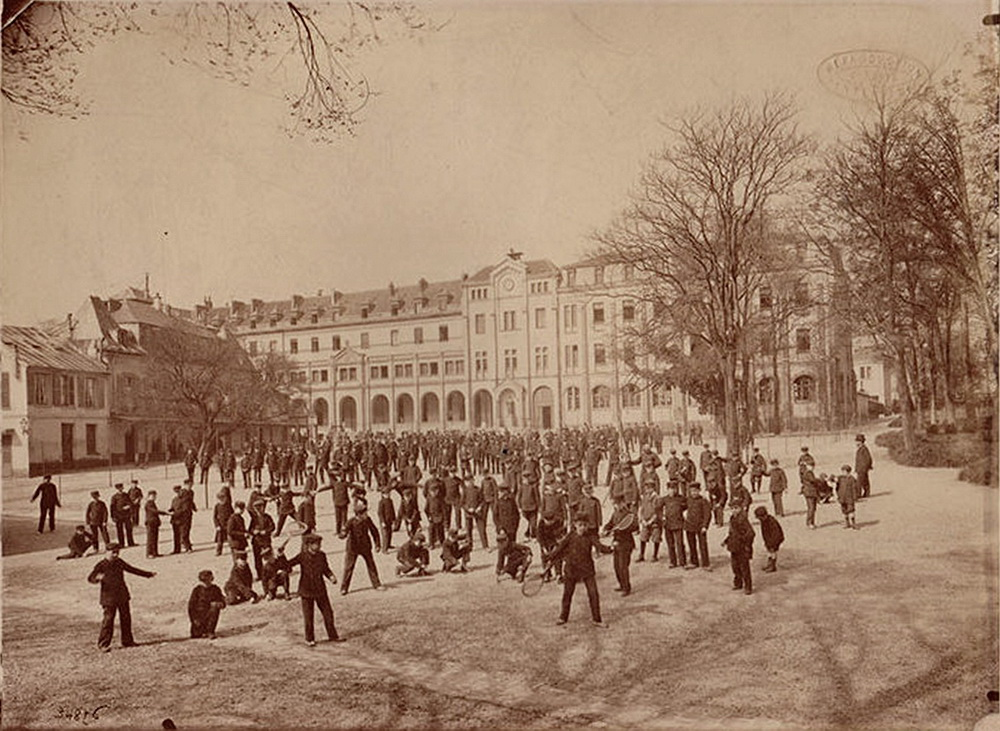
École Albert-Le-Grand (Carte postale de Jules David, 1903).

Il a été fondé en 1863 par le père Eugène Captier, à la demande du Tiers-Ordre Enseignant de Saint-Dominique. L'emplacement choisi est l’ancienne propriété de Claude Berthollet.
Pendant le siège de Paris et jusque pendant la commune de Paris, le collège est transformé en hôpital, géré par le Docteur Durand et la Croix-Rouge. Le 15 avril 1871, les officiers du fort de Montrouge veulent établir une batterie dans le parc de l'école, mais le projet est abandonné sur le refus du père Cotrault. C'est à cette période, le 19 mai, que se produit le massacre des Dominicains d'Arcueil.
Le père Henri Didon, promoteur des Jeux Olympiques, en devient recteur en 1880. Il y créa la devise du collège, « Citius, altius, fortius. », qui devint la devise olympique.
Il fut fermé en 1906.
En 1967, il est transformé en bâtiment administratif pour la Caisse des dépôts et consignations.

### Enseignement

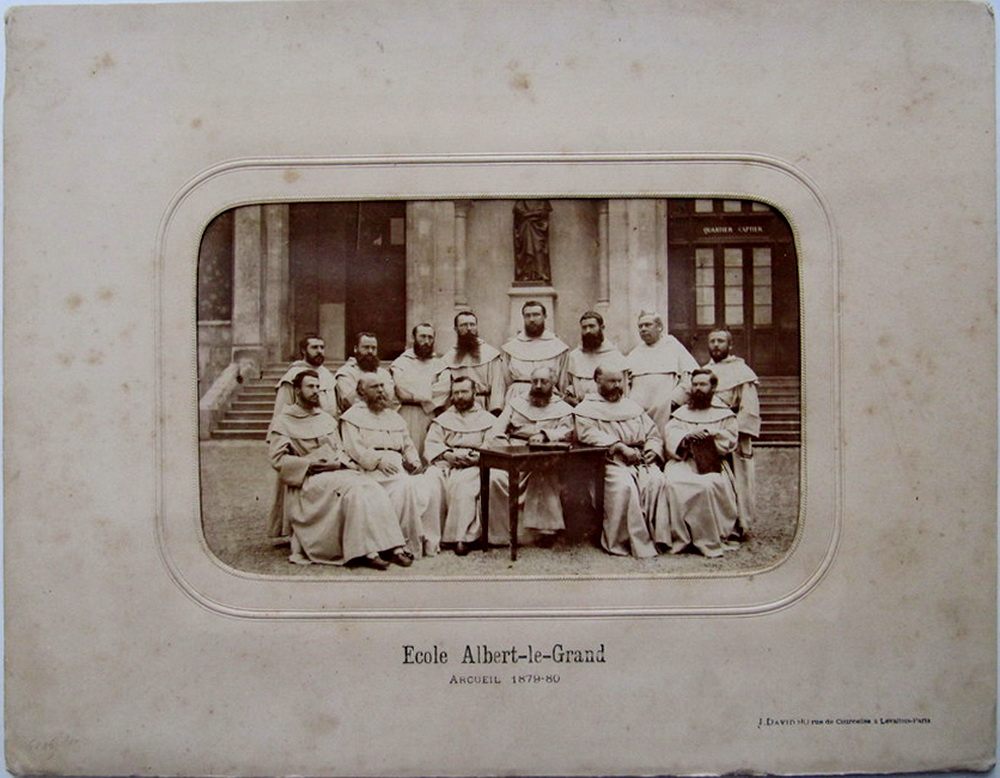
Arcueil, école Albert Le Grand (Jules David, 1879-80)

Dès 1878 et jusqu'au début du XXe siècle y furent organisées les caravanes d'Arcueil, excursions qui conduisaient tous les ans, quatre-cents élèves dans Alpes françaises, en Suisse, en Italie, en Autriche, en Turquie, en Grèce et jusqu’au cap Nord,.
En mars 1891, le Père Didon organise des compétitions sportives au sein de l’établissement. Il fait se rencontrer sur les stades les élèves des écoles privées et publiques

### Élèves
- Philippe Pétain
- Sacha Guitry
- Constantin Henriquez
- Ernest Outrey (1863-1941)
- Oliverio Girondo (1891-1967)